# 南イエメン・ディナール
南イエメン・ディナールは南イエメンで使用されていた通貨単位。補助通貨はフィルス。1ディナール=1000フィルス。為替相場は1ドル=0.3454ディナールに固定されていた。南北イエメンの統一に伴い、通貨もリアルに統合された。